# サッカーボツワナ代表
サッカーボツワナ代表（サッカーボツワナだいひょう）は、ボツワナサッカー協会（Botswana Football Association、略称:BFA）により構成されるボツワナのサッカーのナショナルチームである。ホームスタジアムは首都のハボローネにあるボツワナ・ナショナル・スタジアム。
FIFAワールドカップ出場はない。アフリカネイションズカップでは2012年大会に初出場したが、3連敗で勝ち点をあげられずグループステージで敗退した。

## FIFAワールドカップの成績
歴代記録（BFA設立（1970年）以降について記載）
- 1970 - 不参加
- 1974 - 不参加
- 1978 - 不参加
- 1982 - 不参加
- 1986 - 不参加
- 1990 - 不参加
- 1994 - 予選敗退
- 1998 - 不参加
- 2002 - 予選敗退
- 2006 - 予選敗退
- 2010 - 予選敗退
- 2014 - 予選敗退
- 2018 - 2次予選敗退
- 2022 - 1次予選敗退[1]

## アフリカネイションズカップの成績
| 開催年 | 結果                 |
| ------ | -------------------- |
| 1957   | 不参加               |
| 1959   | 不参加               |
| 1962   | 不参加               |
| 1963   | 不参加               |
| 1965   | 不参加               |
| 1968   | 不参加               |
| 1970   | 不参加               |
| 1972   | 不参加               |
| 1974   | 不参加               |
| 1976   | 不参加               |
| 1978   | 不参加               |
| 1980   | 不参加               |
| 1982   | 不参加               |
| 1984   | 不参加               |
| 1986   | 不参加               |
| 1988   | 不参加               |
| 1990   | 不参加               |
| 1992   | 不参加               |
| 1994   | 予選敗退             |
| 1996   | 予選敗退             |
| 1998   | 予選敗退             |
| 2000   | 予選敗退             |
| 2002   | 予選敗退             |
| 2004   | 予選敗退             |
| 2006   | 予選敗退             |
| 2008   | 予選敗退             |
| 2010   | 予選敗退             |
| 2012   | グループステージ敗退 |
| 2013   | 予選敗退             |
| 2015   | 予選敗退             |
| 2017   | 予選敗退             |
| 2019   | 予選敗退             |
| 2021   | 予選敗退             |

## 歴代監督
- トーマス・ジョンソン（英語版） 1973
- ルディ・グーテンドルフ 1976
- ピーター・コーマック（英語版） 1986-1987
- ケニー・ムワペ（英語版） 1992
- フレディ・ムウィラ（英語版） 1992-1993 1994-1996
- カール＝ハインツ・マロツク（英語版）
- ヴェセリン・ジェルシッチ（英語版） 2002-2006
- コルウィン・ロー（英語版） 2006-2008
- スタンリー・ツォサネ（英語版） 2008-2013
- ピーター・バトラー（英語版） 2014-2017
- アデル・アムルシェ（英語版） 2019-2021
- ラーマン・ガンボ（英語版） 2022-